# Carl Friedrich Gauss
Johann Carl Friedrich Gauss (ou Gauß) pronúnciaⓘ (Braunschweig, 30 de abril de 1777 — Göttingen, 23 de fevereiro de 1855) foi um matemático, astrônomo e físico alemão que contribuiu muito em diversas áreas da ciência, dentre elas a teoria dos números, estatística, análise matemática, geometria diferencial, geodésia, geofísica, eletroestática, astronomia e óptica.
Alguns se referem a ele como princeps mathematicorum (em latim: "o príncipe da matemática" ou "o mais notável dos matemáticos") e um "grande matemático desde a antiguidade". Gauss tinha uma marca influente em muitas áreas da matemática e da ciência e é um dos mais influentes na história da matemática. Ele considerava a matemática como "a rainha das ciências".

## Vida
Filho de pais humildes, o pai, Gebhard Dietrich Gauß, era jardineiro, encanador e ajudante de pedreiro, a mãe Dorothea Benze era analfabeta, não tendo registrado a data de nascimento de Gauss.
Aos sete anos entrou para a escola. Segundo uma história famosa, seu diretor, Butner, pediu que os alunos somassem os números inteiros de um a cem. Mal havia enunciado o problema e o jovem Gauss colocou sua lousa sobre a mesa, dizendo: ligget se! Sua resposta, 5050, foi encontrada através do raciocínio que demonstra a fórmula da soma de uma progressão aritmética. Büttner, impressionado, passou a estimular Gauss nos estudos com a ajuda de seu auxiliar, o jovem Johann Christian Martin Bartels (1769 – 1836), então com cerca de dezoito anos e igualmente fascinado pela matemática. Bartels logo reconheceu o talento extraordinário do menino e chegou a recomendá-lo ao duque de Brunswick para que recebesse uma bolsa no Collegium Carolinum. Dessa convivência escolar nasceu uma amizade duradoura que se manteve ao longo de toda a vida de ambos.
Em novembro de 1804 casou-se com Johanna Elisabeth Rosina Osthoff (nascida em 8 de maio de 1780) e que faleceu alguns anos depois, em 11 de outubro de 1809. Do primeiro casamento teve três filhos: Joseph, Wilhelmine e Louis. Depois casou com Friederica Wilhelmine Waldeck, com quem teve mais três filhos: Eugen, Wilhelm e Therese.

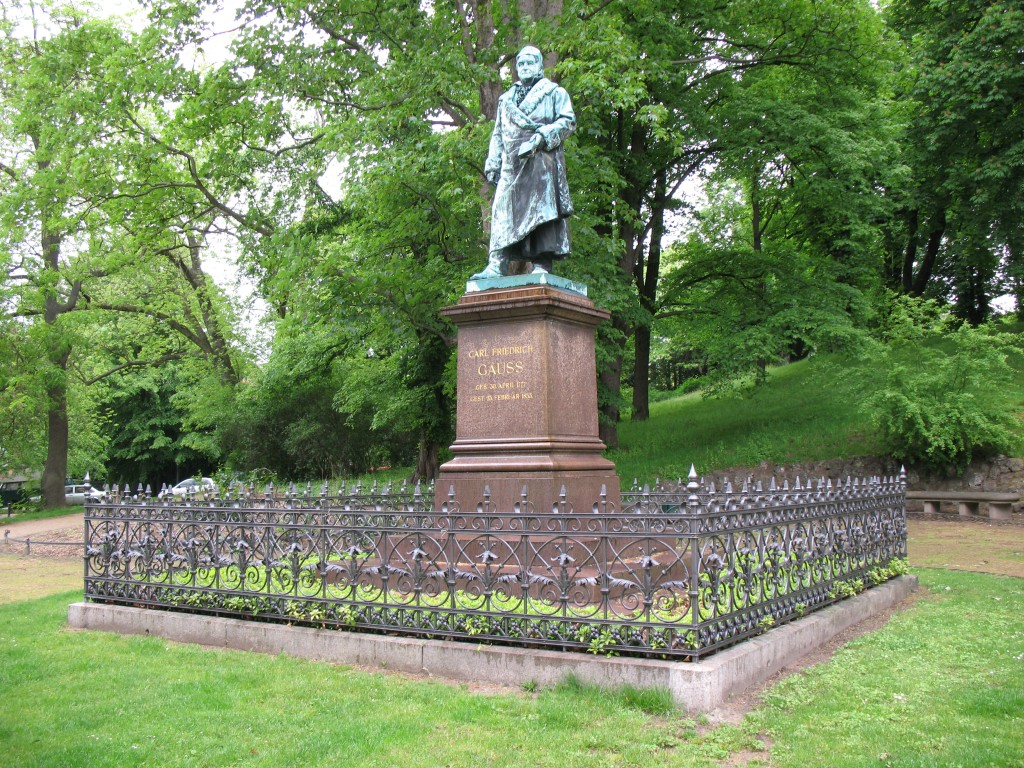
Estátua de Gauss em Braunschweig.

## Trabalhos científicos

### Matemática
Aos doze anos Gauss já olhava com desconfiança para os fundamentos da geometria euclidiana; aos dezesseis já tinha tido seu primeiro vislumbre de uma geometria diferente da de Euclides. Um ano mais tarde, começou uma busca crítica das provas, na teoria dos números, que tinham sido aceitas por seus antecessores e tomou a decisão de preencher os vazios e completar o que tinha sido feito pela metade. Aritmética, o campo de seus primeiros triunfos, tornou-se seu estudo favorito e o campo de sua obra prima. Para que a prova fosse absolutamente certa, Gauss acrescentou uma fecunda e engenhosa matemática que nunca foi superada.
Bartels apresentou-o a alguns influentes homens em Brunswick que, impressionados, levaram-no para que Carl Wilhelm Ferdinand, Duque de Brunswick, o conhecesse. O Duque de Brunswick imediatamente assegurou que sua educação no Collegium Carolinum continuaria até ser completada. Nos três anos em que ali esteve dominou os mais importantes trabalhos de Leonhard Euler, Lagrange e, acima de tudo, o Principia de Newton. Por seus estudos redescobriu, e foi o primeiro a provar, "a joia da aritmética", o "theorema aureum" e "teorema de ouro", conhecido como a lei da reciprocidade quadrática, que Euler tinha induzido e Legendre tentara provar, sem qualquer resultado.
Com a idade de quinze anos fez um grande avanço em línguas clássicas estudando sozinho e com a ajuda de amigos mais velhos. Teve a oposição de seu pai mas Dorothea Gauss venceu a resistência do marido e o Duque patrocinou dois anos de curso no Gymnasium. Ali ele assombrou a todos por sua maestria nos clássicos.
O método dos mínimos quadrados - Legendre publicou em 1805; Gauss já o usava em 1795. Daniel Huber raramente é citado por falta de publicação contemporânea. Este trabalho foi o começo do interesse de Gauss na teoria dos erros de observação. A lei de Gauss da distribuição normal de erros e sua curva em formato de sino, que a acompanha, é hoje familiar para todos que trabalham com estatística.
A decisão sobre o seu verdadeiro caminho, se o da filologia ou da matemática, foi feita em 30 de março de 1796, quando começou seu diário científico, que representa um dos mais preciosos documentos da história da matemática. O estudo de línguas passou a ser um passatempo para o resto de sua vida. O diário só foi conhecido pela ciência em 1898, quarenta e três anos depois de sua morte, quando a Sociedade Real de Göttingen o pediu emprestado a um neto de Gauss para estudo crítico. Ali se encontram dezenove pequenas páginas e contém 146 extremamente resumidos registros de descobertas ou resultados de cálculos, o último deles datado de 9 de julho de 1814.
Nem todas as descobertas de Gauss no período prolífico de 1796 a 1814 foram anotadas, mas muitas das que ele rascunhou são suficientes para estabelecer a prioridade de Gauss em vários campos (funções elípticas, por exemplo) onde alguns de seus contemporâneos se recusaram a acreditar que ele os havia precedido. Gauss formulou o teorema do fluxo em 1835; o arranjo final nas “quatro equações” é obra de Maxwell (década de 1860)
Muito ficou encerrado por anos ou décadas neste diário. Gauss nunca reivindicou a autoria de descobertas a que ele se antecipara (algumas se tornaram importantes campos da matemática no século XIX). No diário, há anotações muito pessoais, como por exemplo, no dia 10 de julho de 1798 há o seguinte registro: "ΕΥΡΗΚΑ! num = Δ + Δ + Δ". Traduzindo-se: Eureka! todo número inteiro positivo é a soma de três números triangulares.
Embora o sentido de alguns registros esteja perdido para sempre, a maior parte é suficientemente clara. Alguns nunca foram publicados, segundo ele, por considerar seus trabalhos científicos apenas como resultado da profunda compulsão de sua natureza. Publicá-los para o conhecimento de outros lhe era inteiramente indiferente. Disse também que um tal volume de novas ideias trovejaram em sua mente, antes de ter completado vinte anos que, dificilmente, poderia controlá-las, só havendo tempo de registrar uma pequena fração delas.

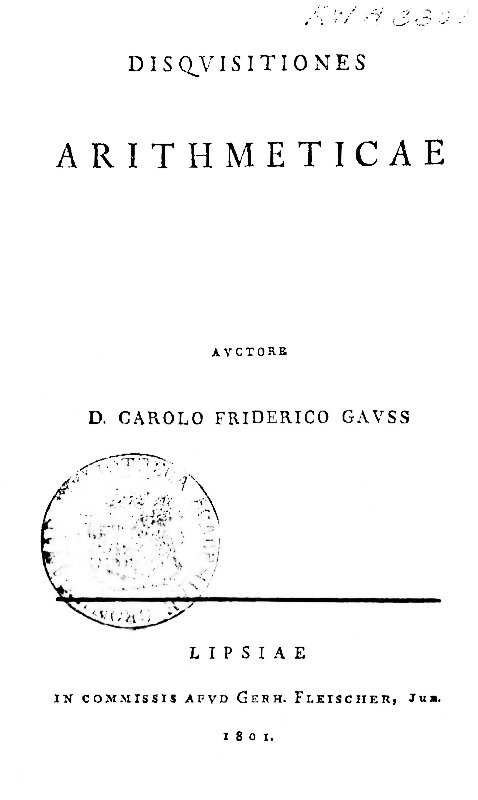
Disquisitiones Arithmeticae

Gauss apresentava provas sintéticas e conclusões indestrutíveis de suas descobertas às quais nada poderia ser acrescentado ou retirado. Uma catedral não é uma catedral - disse - até que o último andaime tenha sido retirado. Com este ideal diante de si, Gauss preferia polir sua obra muitas vezes, ao invés de publicar um grosseiro esboço. Seu princípio era: uma árvore com poucos frutos maduros (Pauca sed matura).
Os frutos deste esforço em busca da perfeição estavam, na verdade, maduros mas nem sempre facilmente digeríveis. Todos os passos pelos quais o gol tinha sido atingido tinham sido omitidos, não era fácil para seus seguidores redescobrir a estrada pela qual ele tinha caminhado. Consequentemente, alguns de seus trabalhos tiveram que esperar por intérpretes altamente qualificados antes que o mundo da matemática pudesse entendê-los.
Só os matemáticos do século XIX conscientizaram quanto Gauss tinha previsto antes de 1800. Caso ele tivesse divulgado o que sabia, é possível que a matemática estivesse meio século mais adiantada do que se encontra. Niels Henrik Abel e Jacobi poderiam ter começado de onde Gauss terminou, ao invés de terem que redescobrir o que Gauss já sabia antes que eles tivessem nascido.
Os três anos (outubro de 1795 - setembro de 1798) na Universidade de Göttingen foram os mais prolíficos da vida de Gauss. Graças à generosidade do Duque Ferdinand, o jovem não teve que se preocupar com finanças.
Em setembro de 1798 foi para a Universidade de Helmstedt, tendo sido precedido por sua fama, hospedou-se na casa do professor de matemática Johann Friedrich Pfaff (1765-1825).
No outono europeu de 1798, aos 21 anos, finalizou a Disquisitiones. O livro só foi publicado em setembro de 1801. Em agradecimento por tudo que Ferdinand lhe havia feito, Gauss dedicou seu livro ao Duque - Sereníssimo Pricipi ac Domino Carolo Guiliermo Ferdinando. Foi uma justa homenagem àquele que o salvara tantas vezes (arranjando alunos, pagando pela impressão de sua tese de doutorado (Universidade de Helmstedt, 1799), assegurou uma modesta pensão que lhe permitiria continuar seu trabalho científico livre dos obstáculos da pobreza …) Gauss escreveu em sua dedicatória: "Sua bondade libertou-me de outras responsabilidades e permitiu que eu me dedicasse exclusivamente a este trabalho."
Disquisitiones representou seu adeus à matemática pura, como seu interesse exclusivo. O livro é de difícil leitura, até mesmo para especialistas, mas os tesouros que contém estão agora disponíveis graças ao trabalho do amigo e discípulo de Gauss, Johann Peter Gustav Lejeune Dirichlet (1804-1859).
Expandiu sua atividade para incluir os aspectos matemáticos e práticos na astronomia, geodésica e eletromagnetismo.

### Astronomia
O segundo grande estágio da carreira de Gauss começou no primeiro dia do século XIX, também um grande marco na história da filosofia e astronomia, quando Giuseppe Piazzi (1746-1826) de Palermo, no dia da abertura do século XIX, reconheceu o que tinha sido inicialmente tomado por um pequeno cometa aproximando-se do Sol, como um novo planeta - mais tarde denominado Ceres, o primeiro do fervilhante número de menores planetas hoje conhecidos. A descoberta deste novo planeta originou um sarcástico ataque aos astrônomos que presumiam a existência de um oitavo planeta. Disse Hegel: "Poderiam eles dar alguma atenção à filosofia? Se o fizessem reconheceriam imediatamente que só podem existir sete planetas, nem mais nem menos. Sua busca, portanto, é uma estúpida perda de tempo".
Gauss desprezava os filósofos que se ocupavam de assuntos científicos, por eles não compreendidos. E levou a sério a existência de Ceres.
Seus amigos e seu pai estavam impacientes para que o jovem Gauss encontrasse algum trabalho lucrativo, agora que o Duque já dera por terminada sua ajuda.
Este novo planeta descoberto encontrava-se numa posição que tornava extremamente difícil sua observação. Calcular sua órbita com tão escassos detalhes disponíveis poderia ser quase impossível. Mas para o jovem cuja memória inumana o capacitava a dispensar uma tábua de logaritmos quando ele estava apressado, toda esta aritmética infinda - logística, não aritmética - não assustava. Era, ao contrário, um desafio tentador, que lhe daria fama e dinheiro.
Menos de um ano após sua descoberta inicial, Ceres foi reencontrada exatamente na posição apontada pelos cálculos precisos de Gauss. Logo depois, os astrônomos identificaram outros asteroides — Pallas (1802), Juno (1804) e Vesta (1807) — seguindo a mesma metodologia. Processos de determinação orbital que outrora exigiam vários dias de trabalho intenso, como acontecia na época de Leonhard Euler, passaram a ser executados em poucas horas graças ao método e à rotina de cálculo estabelecidos por Gauss.
Em 1809 ele publicou sua segunda obra prima Theoria motus corporum coelestium in sectionibus conicis solem ambientum (Teoria do movimento dos corpos celestes girando em torno do Sol), na qual se encontra uma exaustiva explanação da determinação das órbitas dos planetas e cometas.
Gauss não estava isento de inimigos. Foi ridicularizado por aqueles que consideravam um desperdício de tempo computar a órbita de um planeta insignificante. Trinta anos depois, quando Gauss assentou os fundamentos da teoria matemática do eletromagnetismo e construíram um dos primeiros telégrafos eletromagnéticos (Göttingen, 1833) foi, mais uma vez, ridicularizado.
O Duque de Brunswick aumentou a pensão possibilitando seu casamento em outubro de 1805, com a idade de vinte e seis anos com Johanne Osthof de Brunswick, transformando sua vida, como ele próprio disse a um amigo, numa eterna primavera com novas e brilhantes cores.
A morte do Duque de Brunswick obrigou-o a encontrar alguma forma de sobrevivência para sustentar sua família. Não foi difícil. Em 1807 ele foi designado diretor do Observatório de Göttingen com o privilégio - e dever, quando necessário - de ensinar matemática aos alunos.
O salário era modesto mas suficiente para suas necessidades e de sua família. O luxo nunca o atraiu e sua vida não se modificara nos últimos vinte anos, tendo assim permanecido até a sua morte: em seu estúdio uma pequena mesa com cobertura verde, uma mesa alta pintada de branco, um sofá estreito e, depois do seu septuagésimo aniversário, uma cadeira de braços com uma capa de veludo. Isto era tudo de que ele precisava.
A péssima situação da Alemanha sob a pilhagem dos franceses e a perda de sua primeira mulher arruinaram a saúde de Gauss. Sua predisposição para hipocondria, agravada pelo trabalho incessante, piorou seu estado. Sua infelicidade nunca foi dividida com seus amigos. Para seu diário matemático ele confidenciou: "a morte seria mais querida do que tal vida".
Então, quase exatamente após seu segundo casamento, o grande cometa de 1811, o primeiro observado por Gauss, no crepúsculo do dia 22 de Agosto, brilhou sem se fazer anunciar. Foi a oportunidade de testar os instrumentos que Gauss tinha inventado para dominar os planetas menores.
Seus instrumentos provaram ser adequados. Enquanto isso, o povo supersticioso da Europa, com olhos apavorados, seguia o espetáculo em que o cometa arrastava sua cimitarra de fogo na sua aproximação do Sol, vendo na brilhante lâmina um aviso do céu de que o Rei dos Reis estava irado com Napoleão e cansado da crueldade do tirano. Gauss teve a satisfação de ver o cometa seguir a rota por ele calculada até o último centímetro. Por seu lado, o crédulo povo viu comprovada sua predição, quando o Grande Exército de Napoleão Bonaparte foi destruído nas planícies geladas da Rússia. Este foi um dos raros momentos em que a explicação popular cabe nos fatos dos quais resultam consequências mais importantes do que a científica.
Gauss obteve avanços significativos em geometria e na aplicação da matemática para a teoria newtoniana da atração e eletromagnetismo. Como foi possível a um único homem realizar tão colossal massa de trabalho da mais alta categoria? Com sua modéstia característica, Gauss declarou que "se outros tivessem pensado nas verdades matemáticas tão profunda e continuamente quanto eu, eles poderiam, ter feito minhas descobertas".
Ele disse que durante quatro anos, raramente se passava uma semana sem que ele não despendesse algum tempo para fazer alguma descoberta. A solução finalmente vinha por si mesma como um relâmpago. Não se pode imaginar, entretanto que a resposta tivesse surgido por si mesma como uma nova estrela, sem as horas despendidas em sua busca. Algumas vezes, depois de passar dias ou semanas sem qualquer resultado em alguma pesquisa, depois de uma noite de insônia, o resultado surgia inteiro, brilhando em sua mente. A inteligência para intensa e prolongada concentração era parte do seu segredo.
A geodésia deve a Gauss a invenção do heliotropo, um engenhoso aparelho pelo qual podem ser transmitidos sinais praticamente instantâneos através da luz refletida. Os instrumentos astronômicos também tiveram notável avanço através de suas mãos. E, como último exemplo da engenhosidade de Gauss, em 1833 ele construiu, com Wilhelm Eduard Weber, um dos primeiros telégrafos eletromagnéticos (Göttingen, 1833, que ele e seu companheiro de trabalho usavam para trocar mensagens.
Dava pouca importância ao uso prático de suas invenções. Gauss nunca foi atraído pelo reconhecimento público oficial, embora sua competência em estatística, seguro e aritmética política pudessem ter feito dele um bom ministro de finanças.

### Trabalho de Gauss na física
Na física, a lei de Gauss é a lei que estabelece a relação entre o fluxo elétrico que passa através de uma superfície fechada e a quantidade de carga elétrica que existe dentro do volume limitado por esta superfície. A lei de Gauss é uma das quatro equações de Maxwell e foi elaborada por Carl Friedrich Gauss no século XIX.
Em 1840, publicou seu influente Dioptrische Untersuchungen, no qual fez a primeira análise sistemática da formação de imagens sob a aproximação paraxial.

## Outras atividades
Até sua última doença ele encontrou completa satisfação na ciência como simples recreação. Tinha também grande interesse na literatura europeia que lia nos originais, pois dominava muitas línguas. O estudo de línguas estrangeiras e novas ciências (inclusive botânica e mineralogia) era seu passatempo. Com a idade de sessenta e dois anos ele começou um intensivo estudo de russo, sem a orientação de ninguém. Em dois anos ele estava mantendo correspondência com amigos cientistas de São Petersburgo inteiramente em russo. Na opinião dos russos que o visitavam em Göttingen, ele também falava perfeitamente. Ele também tentou o sânscrito mas não gostou.
Atraía-o especialmente a literatura inglesa, embora seu aspecto mais sóbrio nas tragédias de William Shakespeare fosse demais para a aguda sensitividade do grande matemático para todas as formas de sofrimento. Ele buscava livros mais felizes. Os livros de Sir Walter Scott (seu contemporâneo) eram devorados tão logo publicados. Uma grande gargalhada do astrônomo matemático saudou o escorregão de Sir Walter quando escreveu "a lua cheia levanta-se a noroeste" e ele levou dias corrigindo todas as cópias que encontrava.
Seu terceiro hobby, política mundial, tomava-lhe uma ou duas horas por dia. Visitando o museu literário regularmente, ele se mantinha informado de todos os eventos lendo os jornais que o museu assinava.
A maior fonte da força de Gauss era sua serenidade científica, livre de ambição pessoal. Todo o seu interesse estava voltado para o avanço da matemática. Rivais duvidavam de sua declaração de que os tinha antecipado na descoberta que faziam. Não dizia isto com jactância, mas como um fato e não se preocupava em comprovar a prioridade através da apresentação de seu diário. Apenas declarava, apoiando-se em seus próprios méritos.

## Últimos anos e dias

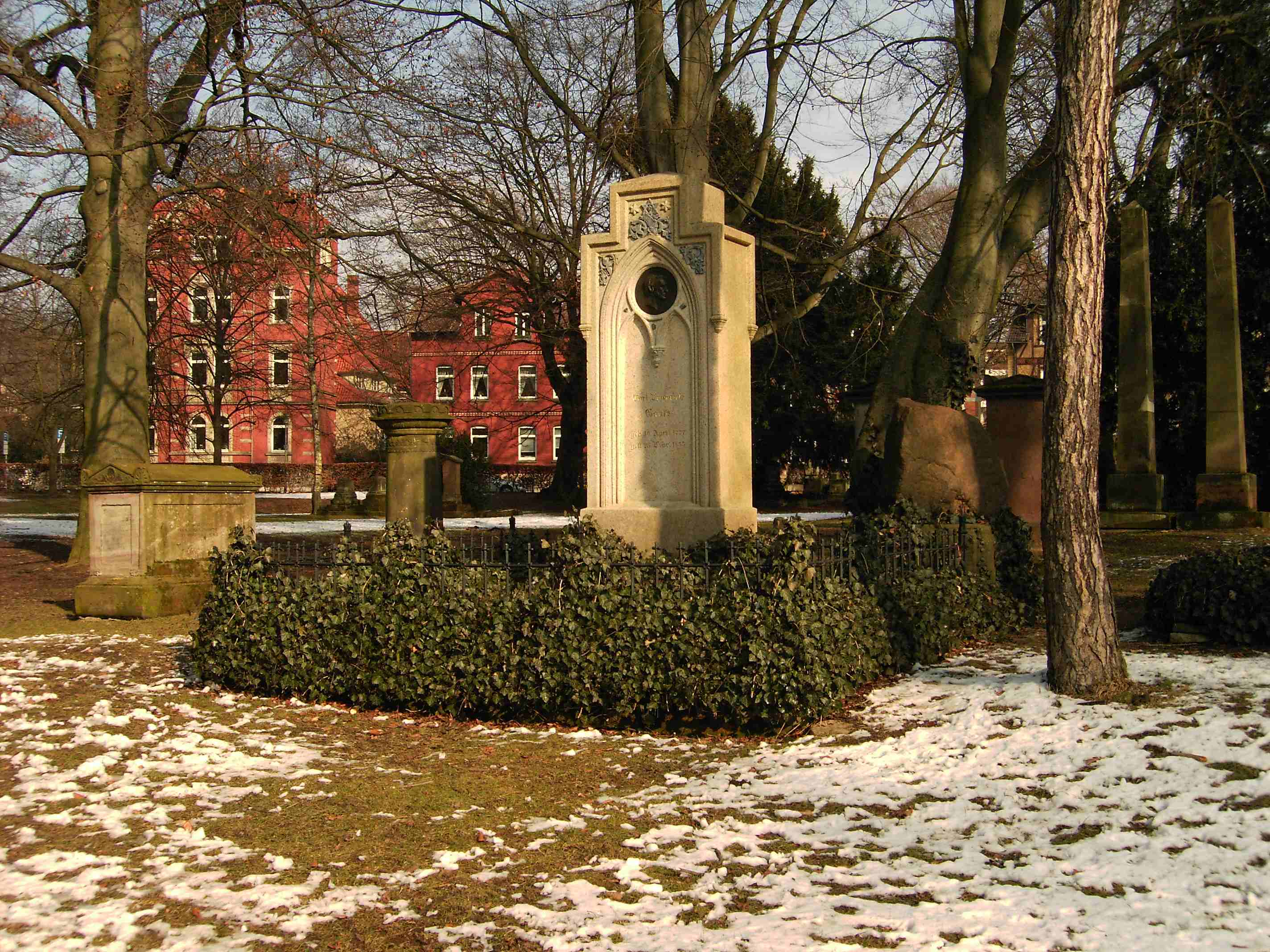
Sepultura no Albani-Friedhof.

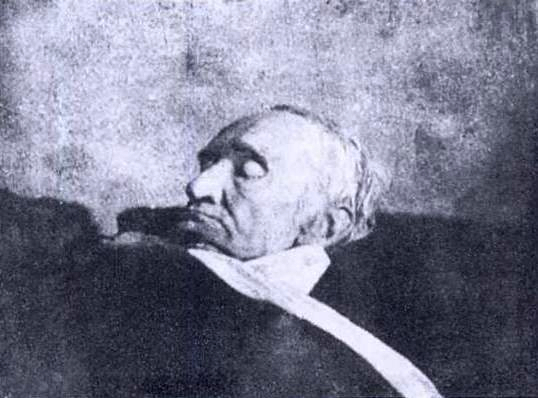
Daguerreótipo de Gauss em seu leito de morte.

Seus últimos anos foram cheios de honrarias, mas não da felicidade que ele teria merecido. Pela primeira vez em mais de vinte anos ele deixou Göttingen, no dia 16 de junho de 1854, para ver a estrada de ferro que estava sendo construída entre sua cidade e Kassel. Gauss sempre tivera agudo interesse pela construção e operação de estradas de ferro; agora ele veria uma sendo construída.
No caminho, os cavalos dispararam; ele foi atirado para fora da carruagem. Não ficou ferido mas muito chocado. Recuperando-se, ainda teve o prazer de assistir à abertura das cerimônias quando a estrada de ferro chegou a Göttingen em 31 de julho de 1854.
No começo do ano seguinte surgiram os sintomas de gota. Inteiramente consciente, praticamente até ao fim, morreu pacificamente na manhã de 23 de fevereiro de 1855. Foi sepultado no Albani-Friedhof, Göttingen, Alemanha.

## Publicações
- 1799: Dissertação de doutorado sobre o teorema fundamental da álgebra, com o título: Demonstratio nova theorematis omnem functionem algebraicam rationalem integram unius variabilis in factores reales primi vel secundi gradus resolvi posse ("Nova prova do teorema de que toda função algébrica integral de uma variável pode ser resolvido em fatores reais (isto é, polinômios) de primeiro ou segundo grau")
- 1801: Disquisitiones Arithmeticae (Latin). Uma tradução alemã por H. Maser Untersuchungen über höhere Arithmetik (Disquisitiones Arithmeticae & other papers on number theory) Second ed. New York: Chelsea. 1965. ISBN 978-0-8284-0191-3, pp. 1–453. tradução para o inglês de Arthur A. Clarke Disquisitiones Arithmeticae Second, corrected ed. New York: Springer. 1986. ISBN 978-0-387-96254-2
- 1808: «Theorematis arithmetici demonstratio nova». Göttingen: Commentationes Societatis Regiae Scientiarum Gottingensis. 16 Tradução alemã por H. Maser Untersuchungen über höhere Arithmetik (Disquisitiones Arithmeticae & other papers on number theory) Second ed. New York: Chelsea. 1965. ISBN 978-0-8284-0191-3, pp. 457–462 [Introduz o lema de Gauss, usa-o na terceira prova da reciprocidade quadrática]

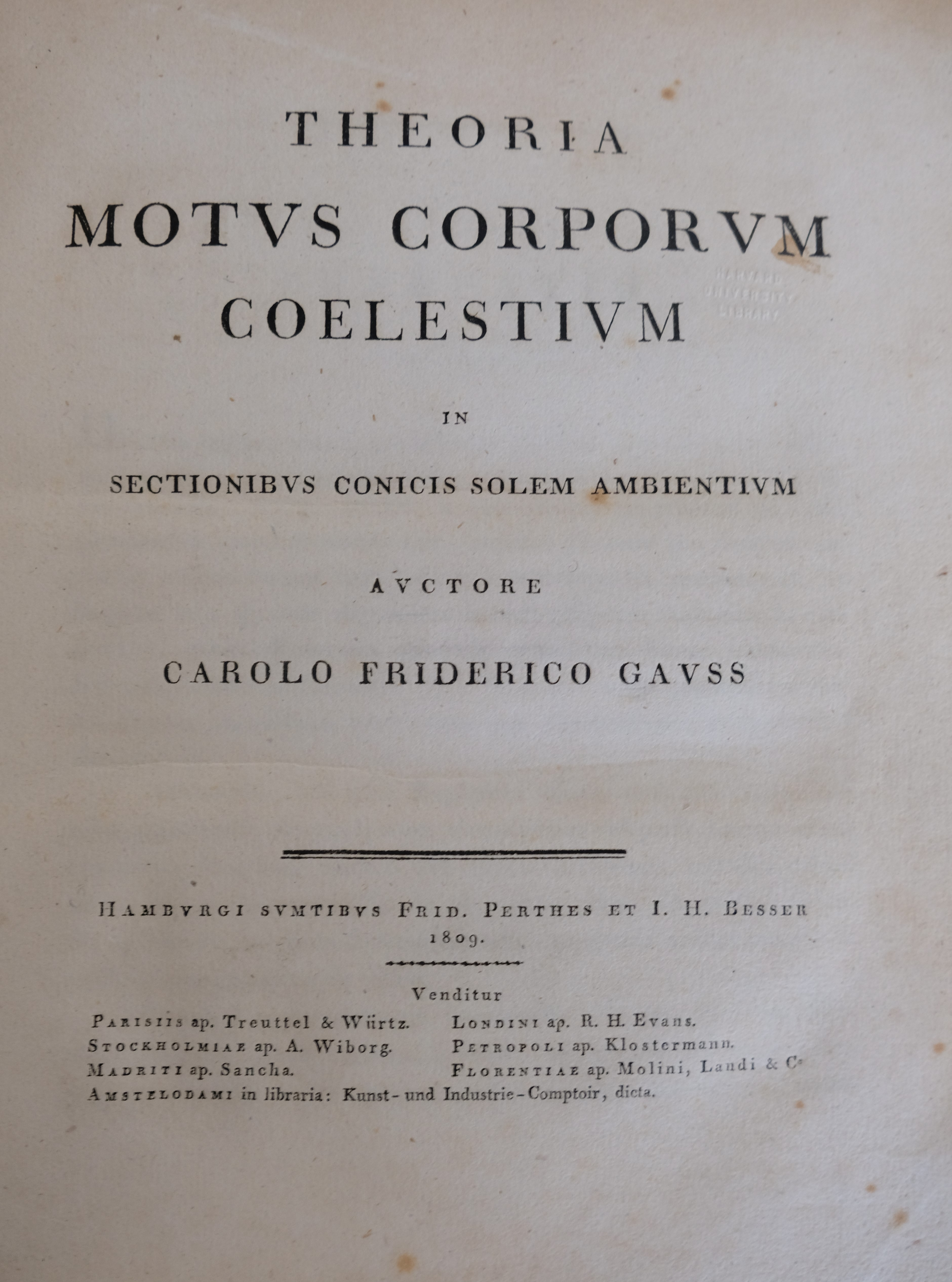
Página de rosto de uma cópia de 1809 da Theoria Motus Corporum Coelestium in sectionibus conicis solem ambientium de Carl Gauss

- Página de rosto de uma cópia de 1809 da Theoria Motus Corporum Coelestium in sectionibus conicis solem ambientium de Carl Gauss1809: Theoria Motus Corporum Coelestium in sectionibus conicis solem ambientium (Theorie der Bewegung der Himmelskörper, die die Sonne in Kegelschnitten umkreisen), Theory of the Motion of Heavenly Bodies Moving about the Sun in Conic Sections (tradução para o inglês por C. H. Davis), reimpresso em 1963, Dover, Nova York.
- Theoria motus corporum coelestium in sectionibus conicis solem ambientium (em latim). Hamburg: Friedrich Perthes & Johann Heinrich Besser. 1809
- 1811: «Summatio serierun quarundam singularium». Göttingen: Commentationes Societatis Regiae Scientiarum Gottingensis German translation by H. Maser Untersuchungen über höhere Arithmetik (Disquisitiones Arithmeticae & other papers on number theory) Segunda ed. Nova York: Chelsea. 1965. ISBN 978-0-8284-0191-3, pp. 463–495 [Determinação do sinal da soma quadrática de Gauss, usa isso para fornecer a quarta prova da reciprocidade quadrática]
- 1812: Disquisitiones Generales Circa Seriem Infinitam {\displaystyle 1+{\frac {\alpha \beta }{\gamma .1}}+{\mbox{etc.}}}
- 1818: «Theorematis fundamentalis in doctrina de residuis quadraticis demonstrationes et amplicationes novae». Göttingen: Commentationes Societatis Regiae Scientiarum Gottingensis. Tradução alemã por H. Maser Untersuchungen über höhere Arithmetik (Disquisitiones Arithmeticae & other papers on number theory) Segunda ed. Nova York: Chelsea. 1965. ISBN 978-0-8284-0191-3, pp. 496–510 [Quinta e sexta provas de reciprocidade quadrática]
- 1821, 1823 and 1826: Theoria combinationis observationum erroribus minimis obnoxiae. Drei Abhandlungen betreffend die Wahrscheinlichkeitsrechnung als Grundlage des Gauß'schen Fehlerfortpflanzungsgesetzes. (Três ensaios sobre o cálculo de probabilidades como base da lei gaussiana de propagação de erros) Tradução para o inglês de G.W. Stewart, 1987, Society for Industrial Mathematics.
- 1827: Disquisitiones generales circa superficies curvas, Commentationes Societatis Regiae Scientiarum Gottingesis Recentiores. Volume VI, pp. 99–146. "General Investigations of Curved Surfaces" (publicado em 1965), Raven Press, Nova York, traduzido por J. C. Morehead e A. M. Hiltebeitel.

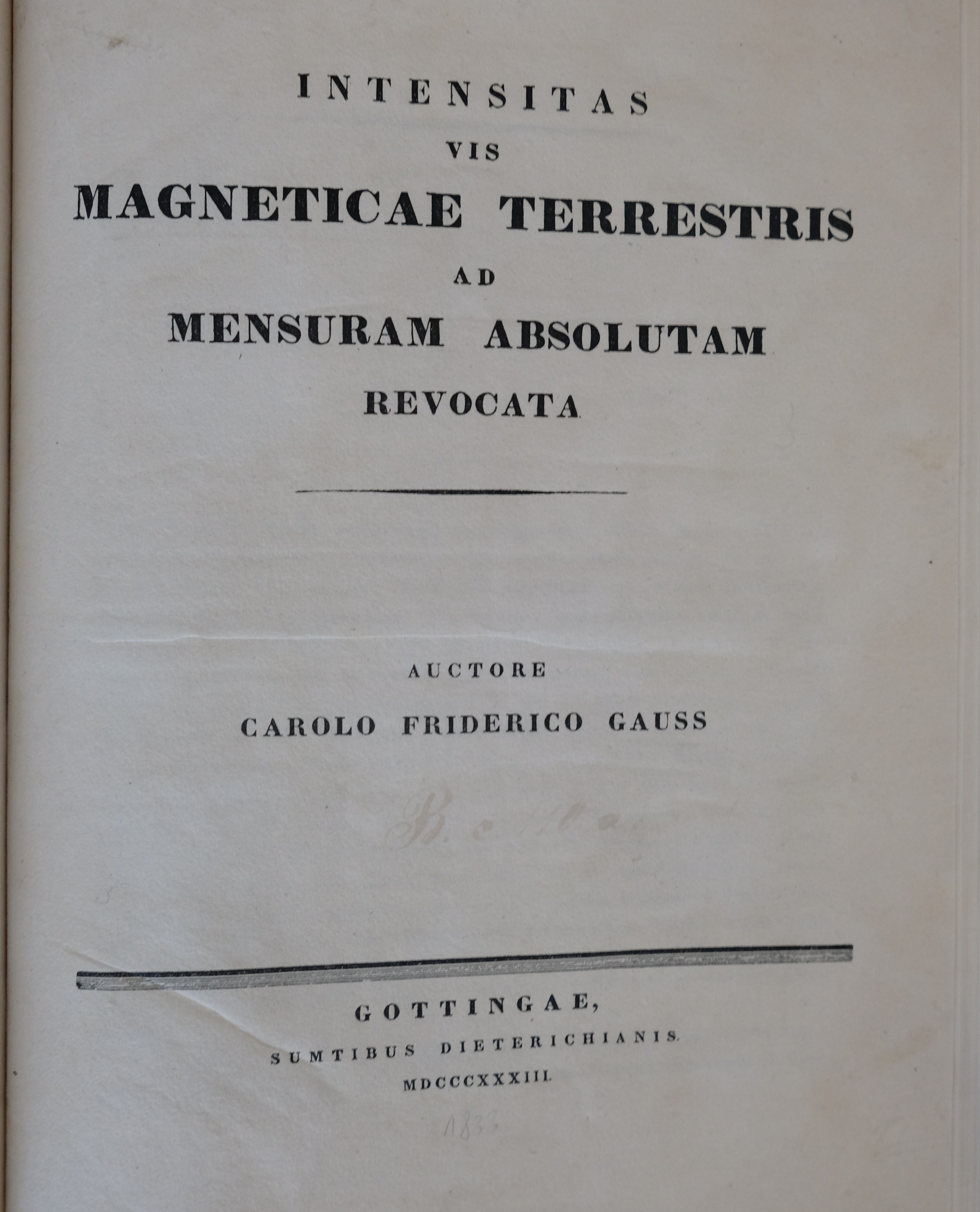
Title page to an 1833 copy of Intensitas vis Magneticae Terrestris ad Mensuram Absolutam Revocata

- 1828: «Theoria residuorum biquadraticorum, Commentatio prima». Göttingen: Commentationes Societatis Regiae Scientiarum Gottingensis. 6. Tradução alemã por H. Maser
- 1828: Untersuchungen über höhere Arithmetik (Disquisitiones Arithmeticae & other papers on number theory) Segunda ed. Nova York: Chelsea. 1965. pp. 511–533. ISBN 978-0-8284-0191-3 [Fatos elementares sobre resíduos biquadráticos, provam um dos suplementos da lei da reciprocidade biquadrática (o caráter biquadrático de 2)]
- Title page to an 1833 copy of Intensitas vis Magneticae Terrestris ad Mensuram Absolutam Revocata1832: «Theoria residuorum biquadraticorum, Commentatio secunda». Göttingen: Commentationes Societatis Regiae Scientiarum Gottingensis. 7. Tradução alemã por H. Maser Untersuchungen über höhere Arithmetik (Disquisitiones Arithmeticae & other papers on number theory) Segunda ed. NovaYork: Chelsea. 1965. ISBN 978-0-8284-0191-3, pp. 534–586 [Apresenta os inteiros gaussianos, declara (sem prova) a lei da reciprocidade biquadrada, prova a lei suplementar para 1 + i ]
- «Intensitas vis magneticae terrestris ad mensuram absolutam revocata». Commentationes Societatis Regiae Scientiarum Gottingensis Recentiores. 8: 3–44. 1832 tradução em inglês
- Resultate aus den Beobachtungen des magnetischen Vereins. Im Jahre 1836 (em alemão). Göttingen: Dieterichsch Buchhandlung. 1837
- Intensitas vis magneticae terrestris ad mensuram absolutam revocata (em italiano). Milão: [s.n.] 1838
- Resultate aus den Beobachtungen des magnetischen Vereins. Im Jahre 1837 (em alemão). Göttingen: Dieterichsch Buchhandlung. 1838
- Resultate aus den Beobachtungen des magnetischen Vereins. Im Jahre 1838 (em alemão). Leipzig: Weidmannsche Verlagsbuchhandlung. 1839

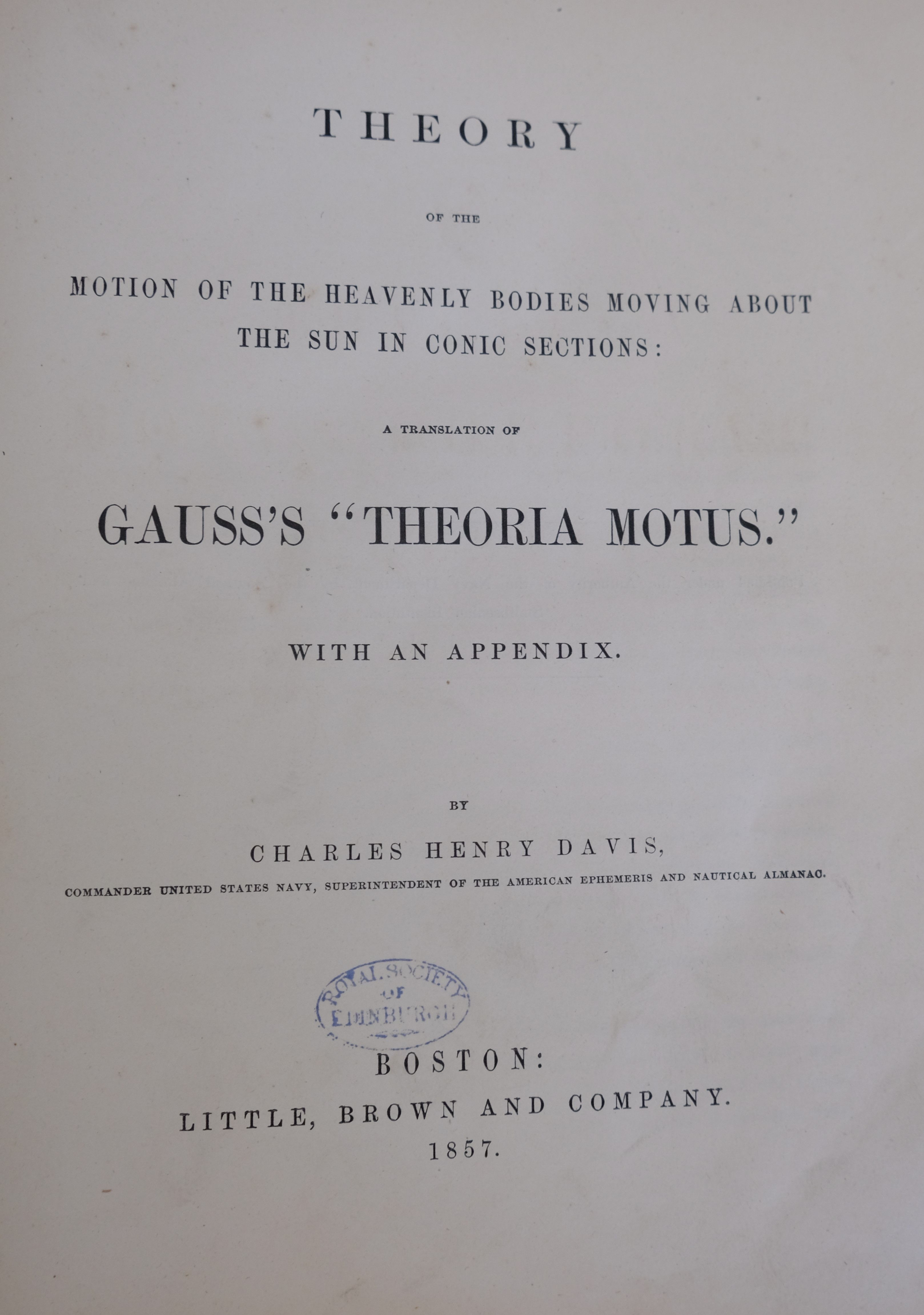
Página de título para Theory of the Motion of the Heavenly Bodies Moving about the Sun in Conic Sections: A Translation of Gauss's "Theoria Motus traduzida para o inglês por Charles Henry Davis (1857)

- Resultate aus den Beobachtungen des magnetischen Vereins. Im Jahre 1839 (em alemão). Leipzig: Weidmannsche Verlagsbuchhandlung. 1840
- Resultate aus den Beobachtungen des magnetischen Vereins. Atlas des Erdmagnetismus nach den Elementen der Theorie enworfen (em alemão). Leipzig: Weidmannsche Verlagsbuchhandlung. 1840
- Página de título para Theory of the Motion of the Heavenly Bodies Moving about the Sun in Conic Sections: A Translation of Gauss's "Theoria Motus traduzida para o inglês por Charles Henry Davis (1857)Resultate aus den Beobachtungen des magnetischen Vereins. Im Jahre 1840 (em alemão). Leipzig: Weidmannsche Verlagsbuchhandlung. 1841
- Resultate aus den Beobachtungen des magnetischen Vereins (em alemão). Leipzig: Weidmannsche Verlagsbuchhandlung. 1843
- 1843/44: Untersuchungen über Gegenstände der Höheren Geodäsie. Erste Abhandlung, Abhandlungen der Königlichen Gesellschaft der Wissenschaften in Göttingen. Zweiter Band, pp. 3–46
- 1846/47: Untersuchungen über Gegenstände der Höheren Geodäsie. Zweite Abhandlung, Abhandlungen der Königlichen Gesellschaft der Wissenschaften in Göttingen. Dritter Band, pp. 3–44
- Theoria combinationis observationum erroribus minimis obnoxiae (em francês). Paris: Mallet-Bachelier. 1855
- Briefwechsel zwischen Gauss und Bessel (em alemão). Leipzig: Wilhelm Engelmann. 1880
- Demonstratio nova theorematis omnem functionem algebraicam rationalem integram unius variabilis in factores reales primi vel secundi gradus resolvi posse (em alemão). Leipzig: Wilhelm Engelmann. 1890
- Intensitas vis magneticae terrestris ad mensura absoluta revocata (em latim). Leipzig: Wilhelm Engelmann. 1894
- Mathematisches Tagebuch 1796–1814, Ostwaldts Klassiker, Verlag Harri Deutsch 2005, com Anmerkungen von Neumamn, ISBN 978-3-8171-3402-1 (tradução para o inglês com anotações de Jeremy Gray: Expositiones Math. 1984)